# Bulbophyllum cyclophyllum
Bulbophyllum cyclophyllum är en orkidéart som beskrevs av Rudolf Schlechter. Bulbophyllum cyclophyllum ingår i släktet Bulbophyllum och familjen orkidéer. Inga underarter finns listade i Catalogue of Life.